# Osbern FitzOsbern
Osbern fitzOsbern (c. 1032–1103) fue un clérigo normando.

## Biografía
Osbern era pariente de Eduardo el Confesor, siendo también capellán real. Durante el reinado de Eduardo reciba la iglesia en Bosham, cerca de Chichester. Estuvo presente en la consagración de la Abadía de Westminster en la Navidad de 1065. Fue mayordomo del rey Guillermo I de Inglaterra, así como amigo personal del rey. La historia de que llegó a ser canciller de Guillermo se basa en un diploma que los historiadores modernos han declarado mayoritariamente como espurio. Fue nombrado Obispo de Exeter en 1072, y fue consagrado en St. Paul, en Londres el 27 de mayo de 1072 por el Arzobispo de Canterbury, Lanfranc.
Osbern asistió a los concilios convocados en 1072 y 1075. Osbern estuvo presente en la primera corte de Navidad celebrada por Guillermo II de Inglaterra tras su ascensión. Osbern no asistió al concilio celebrado por Anselmo, el nuevo Arzobispo de Canterbury en 1102, por enfermedad. Se vio envuelto en una disputa con los monjes de la Abadía de Battle, que habían establecido un priorato en Exeter. El capítulo de catedral de Exeter objetó a que el priorato fundara un monasterio o tocara las campanas, y ambas partes apelaron a Anselmo, que falló a favor de la abadía en el asunto de las campanas. La disputa sobre el cementerio estaba aún viva en 1102, cuando el Papa Pascual II escribió a Osbern ordenándole autorizar al priorato a crear un cementerio para su benefactores.
Osbern FitzOsbern falleció en 1103, habiéndose quedado ciego antes de su muerte. Era hermano de Guillermo FitzOsbern, Conde de Hereford e hijo de Osbern de Crépon, guardia y senescal del joven duque Guillermo. Frank Barlow, un historiador medieval, describió a Osbern como "insociable".

## Citas
1. ↑  Barlow Edward the Confessor p. 164
2. 1 2  Douglas William the Conqueror pp. 166–167
3. 1 2  Kinsford "Osbern" Oxford Dictionary of National Biography
4. ↑  Barlow William Rufus pp. 178–179
5. 1 2  Fryde, et al. Handbook of British Chronology p. 246
6. ↑  Barlow William Rufus p. 66
7. ↑  Vaughn Anselm of Bec pp. 246–247 and footnote 165
8. ↑  Brett English Church pp. 93–94
9. ↑  Barlow English Church p. 80
10. ↑  Barlow William Rufus p. 326